# Aéroport d'Osijek
L'aéroport d'Osijek (code IATA : OSI • code OACI : LDOS) est un aéroport desservant la ville d'Osijek et sa région la Slavonie.
L’aéroport est situé à 20 km au sud-est d'Osijek le long de la route régionale Osijek-Vukovar.

## Situation
| \| 50 km1:1 970 000 \| Zagreb-Pleso Brač Dubrovnik Osijek Pula Rijeka Split Zadar |
| 50 km1:1 970 000                                                                  |

## Compagnies et destinations
| Compagnies       | Destinations                                                    |
| ---------------- | --------------------------------------------------------------- |
| Croatia Airlines | Munich-F. J. Strauß En saison : Dubrovnik, Split                |
| Trade Air        | - Dubrovnik, - Pula, - Rijeka, - Split, - Zadar, - Zagreb-Pleso |

Édité le 19/05/2019  Actualisé le 15/02/2023

## Statistiques
Pour des raisons techniques, il est temporairement impossible d'afficher le graphique qui aurait dû être présenté ici.

Voir la requête brute et les sources sur Wikidata.